# 시티 커넥션
《시티 커넥션》(City Connection)은 1985년 자레코(JALECO)에서 제작한 아케이드 게임으로 일본이외의 지역에서는 KITKORP가 Cruisin이라는 이름으로 판매하였다. 나중에 패미컴과 MSX, ZX 스펙트럼으로 이식되었으며 PC로도 출시되었다. 또한 플레이스테이션의 자레코 콜렉션 vol. 1에도 포함되어 있으며 북미와 일본에서는 Wii의 버추얼 콘솔로 출시되었다. 한국에서는 웹이엔지코리아에서 휴대전화로 이식해서 2003년 5월부터 SKT와 LGT에 서비스하였다. 일본에서도 2004년 2월 시티 커넥션 로켓으로 리메이크되어 NTT 토코모와 소프트뱅크 모바일로 서비스되었다.

## 게임 내용과 특징
게임의 스토리는 클라리스라는 여주인공이 이상형의 남자를 찾아 자동차를 몰고 세계를 여행한다는 내용으로 자동차를 조종해서 4층으로 되어 있는 흰색 도로를 장애물을 피해 색칠하는 게임이다.
- 플레이어: 혼다의 시티 AA를 닮은 자동차로 점프를 해서 장애물을 피하거나 도로 위의 오일통을 주워 경찰차, 경찰버스, 견인차에 발사하여 맞춘 후 미끄러진 상태에서 들이받아 제거할 수 있다. 그리고 방향 키를 위로하고 점프키를 누르면 위쪽 도로로 올라갈 수 있다.
- 경찰차, 경찰버스, 견인차: 플레이어와 같은 방향으로 움직이지만 간혹 플레이어 쪽으로 돌진하는 경찰차, 경찰버스, 견인차도 있다. 오일통을 쏘아맞추면 미끄러지며 빙글빙글 도는데 들이받으면 제거할 수 있다.
- 고양이: 도로 위에서 체크 깃발을 들고 있으며 치게 되면 라이프가 감소한다. 오일통을 던져도 퇴치할 수 없기 때문에 점프나 방향을 바꾸어 피하는 수밖에 없다. 화면 밖으로 빼내면 사라진다.
- 뾰쪽한 돌: 같은 곳에 오랫동안 머물면 플레이어 앞, 뒤 도로에서 솟아오르는 장애물로, 고양이와 마찬가지로 역시 오일통을 던져도 소용없기 때문에 점프로 뛰어넘는 방법밖에 없다.
- 오일통: 도로위에 놓여 있는 것을 플레이어가 주워 적 경찰차, 경찰버스, 견인차 등에 발사해 퇴치하는 데 사용된다. 최대 99개까지 주울 수 있으며, 스테이지 클리어 시 갖고 있는 오일통의 개수가 많을수록 보너스 점수가 증가한다.
- 풍선: 간혹 도로위에 떠다니며 3개를 주우면 다른 스테이지로 워프하며 어디로 떨어질지는 알 수 없다(미국 뉴욕 제외).

스테이지는 모두 12개가 있으며 주행거리에 따라 난이도가 높아진다.
| 스테이지 | 배경                                                                                 |
| -------- | ------------------------------------------------------------------------------------ |
| 1        | 미국 뉴욕 맨해튼                                                                     |
| 2        | 영국 런던 빅 벤, 타워 브리지                                                         |
| 3        | 프랑스 파리 에펠탑, 개선문                                                           |
| 4        | 독일 바이에른 노이슈반슈타인 성                                                      |
| 5        | 네덜란드 잔세스칸스 튤립 꽃과 풍차                                                   |
| 6        | 이집트 아부 심벨 신전                                                                |
| 7        | 인도 아그라 타지마할                                                                 |
| 8        | 중국 북경 천안문 광장                                                                |
| 9        | 일본 후지산, 호류지 오층탑(五層塔)                                                   |
| 10       | 오스트레일리아 시드니 오페라 하우스                                                  |
| 11       | 라틴 아메리카 떼오띠와깐(멕시코), 이스터 섬의 모아이(칠레), 나스카 평원의 그림(페루) |
| 12       | 미국 모뉴먼트밸리                                                                    |

배경 음악으로 차이콥스키(Pyotr Ilyich Tchaikovsky)의 피아노 협주곡 1번을 각 스테이마다 다르게 편곡하여 사용하였으며 길 위의 고양이를 치게 되면 고양이 춤이 나온다.
반면에 패미콤판은 고양이를 치게 되면 일본 동요인 '고양이를 밟아버렸다(猫踏んじゃった)'가 나온다.

## 하드웨어
- CPU: M6809 (2.048Mhz)
- 사운드 CPU: M6809 (640Khz)
- 사운드 칩: AY8910 (1.25Mhz), YM2203 (1.25Mhz)
- 해상도 240 x 224, 60Hz, 1664색 팔레트, 세로 스크린
- 8방향 조이스틱, 2버튼, 1인 플레이

## 기종별 차이점
- 패미컴 버전 - 스테이지가 6개(1, 2, 3, 4, 7, 9)로, 배경 음악도 2가지로 축소되었으며 도로도 블록 형태로 변경되었다. 북미판에서는 주인공이 남자로 바뀌었다. 1985년 출시, 32KB 용량
- MSX 버전 - 패미컴과 같이 스테이지 6개로 축소되었으며 배경 음악은 1곡뿐이다. 가로 스크롤을 지원하지 못하는 하드웨어 특성으로 스크롤 방식이 아니라 화면 전환 방식이다. 오일통이 포물선으로 발사되며 경찰차가 맞게 되면 하트로 변한다. 1986년 출시, 32KB 용량
- ZX 스펙트럼 버전 - 2종류의 4스테이지(2, 5, 7, 8과 3, 8, 6, 10)를 선택한 후 플레이한다. 시작 메뉴에서만 배경 음악이 나오며 플레이 시에는 효과음만 나온다.
- PC 버전 - 아케이드 게임을 에뮬레이터로 작동시킨다.
- 플레이스테이션, Wii 버전 - 패미컴 버전을 에뮬레이터로 작동시킨다.
- 휴대전화 버전 - 스테이지는 모두 포함되어 있지만 배경음악이 1가지뿐이다.
- 시티 커넥션 로켓 - 리메이크 버전으로 주인공과 적 등의 스토리 부분이 강화되었으며 4스테이지씩 묶어 조우편과 결전편, 8스테이지 모두 포함된 완전판이 서비스되었다. 결전편에서는 천안문 광장이 만리장성으로, 모뉴먼트 밸리가 하와이의 와이키키 해변으로 변경되었으며 마지막 스테이지는 적의 아지트이다.

## 평가
| 평가                                                                |      |
| ------------------------------------------------------------------- | ---- |
| 평론 점수 평론사 점수 올게임 유로게이머 6/10 IGN 5/10 닌텐도 라이프 |      |
| 평론 점수                                                           |      |
| 평론사                                                              | 점수 |
| 올게임                                                              | 3/별 |
| 유로게이머                                                          | 6/10 |
| IGN                                                                 | 5/10 |
| 닌텐도 라이프                                                       | 5/별 |